# Zespół Burnetta
Zespół Burnetta (ang. milk-alkali syndrome) – hiperkalcemia i zasadowica metaboliczna spowodowana nadmiernym spożywaniem przetworów mlecznych bogatych w łatwo przyswajalny wapń i leków alkalizujących. Nieleczony może prowadzić do niewydolności nerek.
Schorzenie zostało po raz pierwszy opisane przez Charlesa Hoyta Burnetta.